# Testosterona em suspensão
A testosterona em suspensão, ou também, conhecida como testosterona em suspensão aquosa, é um esteroide anabolizante idêntico ao éster de testosterona padrão.
O nome dessa droga deve-se à sua concentração. Deve ser agitada antes da sua utilização para os cristais serem misturados. Além disso, trata-se da forma mais concentrada da testosterona. Uma vez que os resultados na sua utilização são mais eficazes, os efeitos colaterais também serão mais graves.

## Venda da testosterona em suspensão aquosa
A venda do anabolizante é de exclusiva parte do comércio ilegal; um comércio duvidoso e, certamente, perigoso aos usuários.

## Perfil da droga
- Fórmula: C27 H40 O3
- Peso da molécula: 412.6112
- Peso molecular: 288.429
- Fórmula: C19 H28 O2
- Ponto de fusão: 155

## Meia vida
24 horas. Sua detecção no sangue gira em torno de 24 até 48 horas.

## Doses efetivas
- Homens: 25 até 100mg por dia;
- Mulheres: Uso não recomendado.

## Efeitos Colaterais
- Disfunção erétil;
- Diminuição da capacidade de foco;
- Letargia;
- Insônia;
- Irritabilidade;
- Diminuição de energia;
- Depressão.